# 유럽의 파시즘
유럽의 파시즘은 유럽에서 발생한 파시즘이다.

## 사례
- 나치당
  - 나치 독일
- 파시스트 이탈리아
- 국가 파시스트당

## 같이 보기
- 극우
- 나라별 파시즘 운동 목록